# カザフ人
カザフ人（カザフ語: қазақтар, qazaqtar, ロシア語: казахи, モンゴル語: Хасагууд, 中国語: 哈萨克族, 英語: Kazakhs）は、中央アジア西北部のカザフステップに広がって居住するテュルク系民族。カザフスタンにおよそ800万人が住んで同国人口の半数を占める他、中国の新疆ウイグル自治区北西部に約130万人が住む。新疆では哈薩克族（ハザク族、カザフ族）と呼ばれ、中国の55少数民族のひとつに数えられており、イリ・カザフ自治州はカザフ人の自治州となっている。その他、アクサイ・カザフ族自治県、バルクル・カザフ自治県、モリ・カザフ自治県といった自治県が存在する。モンゴルでは最西部のアルタイ山脈周辺に分布し、バヤン・ウルギー県はカザフ人の自治州となっている。
カザフ人のほとんどは元来遊牧民で、20世紀初頭までは人口のほとんどが遊牧生活を行っていたが、ソ連で1930年代に大規模な定住化が政策として行われた結果、現在は都市民・農耕民となっている。しかし、定住化と近代化を経てもカザフ人のジュズ、部族、氏族に対する帰属意識はよく残っている。

## 名称
カザフ語による自称はカザク（Қазақ、Qazaq）で、他称のカザフ（Казах、Kazakh）はロシア語名に基づく。カザクとは、「独立不羈の者」「放浪者」を指すテュルク諸語の言葉で、元来はもともとの部族集団などから離脱して独立した集団を形成した遊牧民のことを指し、ロシアのカザーク（コサック）と同一語源である。おそらくは混同を避けるために、20世紀前半にソビエト連邦により「カザフ民族」として識別されるまではキルギス人の一部として認識されることもあった。

## 歴史
カザフは、ジョチ・ウルスの祖であるジョチの5男シバンの子孫シャイバーニー朝に率いられ、15世紀に南シベリアからカザフ草原あたりに遊牧していたムスリム（イスラム教徒）の遊牧民集団ウズベクから離脱した人々が新たに形成した集団と考えられている。彼らは遊牧ウズベク集団に対抗し、ジョチの13男トカ・テムルの後裔で一時はジョチ・ウルスを再統一しかけたオロスの子孫、ジャニベクとケレイを君主に戴いた。1470年頃、バルハシ湖の南のセミレチエ地方（カザフスタンの旧首都アルマトゥ周辺）で王権を形成したジャニベクおよびケレイとその子孫の政権のことをカザフ・ハン国（1456年 - 1822年）と呼ぶ。
カザフ・ハン国はウズベクのシャイバーニー朝が南下してシル川を渡りマー・ワラー・アンナフル、ホラズムに入った後、16世紀前半に西に大きく広がり、残余の遊牧民を取り込みながら現在のカザフスタンの領域のほとんどを支配するに至った。広大な領域を支配したカザフ・ハン国は分権傾向が強く、ジャニベクとケレイの子孫から分かれた様々な家系が全体に散らばって各地の小部族の君主となっていった。やがてカザフはカザフ草原の西部、中部、東部のそれぞれで地方的なまとまりを形成し、それぞれ小ジュズ（kk、de、1718年 - 1822年）、中ジュズ（kk、de、1456年 - 1822年）、大ジュズ（kk、de、1718年 - 1822年）という名で呼ばれる3つのジュズ（部族連合体）へと再編される。
17世紀から18世紀には東のモンゴル系遊牧民オイラトの攻撃をたびたび受け、特に18世紀初頭に受けたジュンガルのツェワンラブタンによる侵攻は大きな被害をカザフに与えた。一方、北からはロシアの影響力が浸透し、18世紀中頃、ロシアに近い西部と北部の君主たちはロシアへの臣従を誓った。しかしこの時点ではロシアへの影響力は決定的ではなく、東部ではジュンガルを滅ぼして東トルキスタン（新疆）を領有した清に朝貢する君主も少なくなかった。この支配関係の緩い時代に清領の新疆に移住した部族が、現在の中国領・モンゴル領のカザフ人となる。
19世紀に入ると西部・中部の小ジュズ、中ジュズは完全にロシアの統治下に入り、南のコーカンド・ハン国に服従していた大ジュズもコーカンドがロシアに征服されるに及んでロシアの支配を受け入れた。ロシア帝国はカザフ人の遊牧する地域に州制を引いて5州を置き、草原の間に都市や要塞を築いてロシア人の定住民を入植させた。ロシアの支配下でカザフ人は伝統的な遊牧生活を制限されたものの、帝国内のムスリム（イスラム教徒）の先進民族であったタタール人の影響を受けて、スンナ派のイスラム教が完全に定着し、ロシア人からヨーロッパ文明の影響も取り入れて民族意識を育んでいった。
20世紀前半、ロシア革命が起こるとカザフの知識人たちはアラシュ・オルダを結成して自治運動に乗り出すが、1920年に赤軍の支配下に入り、1936年にソビエト連邦を構成する国のひとつ、カザフ・ソビエト社会主義共和国が形成された。ソ連は遊牧民の定住化を進めたが、定住化が始まった当初、慣れない定住生活と不作によって多くのカザフ人の命が失われたと言われる。
ソビエト連邦の解体によりカザフスタン共和国が独立し、カザフ人は民族国家を持つことになった。カザフ人の間では、ソ連のほかのムスリム民族に比べるとイスラムへの回帰も限定的であると言われ、カザフスタンは中央アジアの中でも特に親ロシア的であることが知られる。

## ジュズ（部族連合体）
カザフは、カザフスタンの東部、中部、西部において、各々大ジュズ、中ジュズ、小ジュズという名で呼ばれる3つのジュズ（部族連合体）に分かれている。

### 大ジュズ
大ジュズは、カザフ語でウル゠ジュス（又はウイスン）と呼ばれ、カザフスタンの南東部、アルマティ州、ジャンブール州及び南カザフスタン州に居住している。2000年までは、大ジュズが優勢なアルマ・アタ（アルマトイ）が首都だった。
大ジュズは、他のジュズよりもイスラム色が強く、伝統的なカザフ語、文化が最も良く保持されている。大ジュズは、前大統領のヌルスルタン・ナザルバエフ、ソ連時代の第一書記ディンムハメッド・クナーエフ等、多くの政治家を輩出しており、その結果、大ジュズ優先の政策が取られる傾向にある。

#### 大ジュズの歴史
1845年、カパル周辺に居住する大ジュズの部族がロシア国籍を受け入れ、この地方がロシア帝国の注意を引く契機となった。ジュンガル部の陥落後、一部の部族は、中国の構成下に入った。
1840年代から、西のシルダリアと東のセミレーチエの両面からのロシアの侵攻が始った。シルダリアにはロシアの要塞が建設され、1853年、コーカンド・ハン国のアク・メチェチ（アク・メシット、現クズル・オルダ）要塞が奪取された。1854年にはヴェールヌイ要塞（アルマ・アタ）が築かれ、最初のコサック部隊が現れた。
1864年、ロシア軍により、アウリエ・アタ、チムケント、トルキスタンの要塞が奪取された。1865年までに、大ジュズが居住する全領域は、ロシア帝国に併合された。

#### 大ジュズの部族
大ジュズは、11部族から成り、人口は、1989年のデータで約200万人だった。以下の11部族以外の小部族は、1931年から1932年の飢餓により消滅した。
- ジャライル部族
- オシャクトゥ部族
- ドゥラト部族
- スアン部族
- アルバン部族
- カンル部族
- シャヌシュクル部族
- サルウイスン部族
- シャプラシュトゥ部族
- スィルゲリ部族
- ウストゥ部族

### 中ジュズ
中ジュズは、カザフスタンの中央と北東部、北カザフスタン州、東カザフスタン州、パブロダール州、カラガンダ州、アクモラ州、コスタナイ州に居住する。
ロシアに最も近く、住民は都会化されており、文化人を多く輩出している。カザフスタンは1997年に首都をアルマトイから中ジュズが優勢なアスタナに移転した。

#### 中ジュズの歴史
1738年から1741年、ジュンガル部の部隊が、中ジュズ領域に侵入した。1740年、中ジュズ部族長、アブライ・ハーンとアブルマムベト・ハーンは、ロシア国籍を受け入れた。1757年、アブライ・ハーンは、清の権力も認めた。

#### 中ジュズの部族
1989年のデータで、約300万人である。
- アルグン部族 - 約50万人
- ナイマン部族 - 40万人以上
- クプシャク部族 - 14万～15万人
- ケレイ部族 - 10万～11万人
- ウアク部族 - 5万5千～6万人
- タラクト部族 - 1万人
- コヌラト部族 - 4万～4万5千人

### 小ジュズ
小ジュズは、アルシュンともいう。居住地域は、西カザフスタン州、アクトベ州、アティラウ州、マンギスタウ州等である。
1920年代の革命指導者の多くは、小ジュズ出身者だった。小ジュズの多くの者は、現体制に不満を持っており、独自のパラサト（理性）党を設立し、自治権の獲得を主張している。

#### 小ジュズの歴史
1730年、小ジュズの集会は、ジュンガル部に対する軍事同盟をロシアと締結することをアブドゥル・ビーに要請した。ロシア帝国は、この要請を喜んで受け入れた。1731年、ロシアの使節団が到着し、アブドゥルは忠誠の宣誓を行った。

#### 小ジュズの部族
以下の3大部族が有力で、150万人以下。1930年代の飢餓により大損害を被った。
- アリムル部族
- バイウル部族
- ジェティルゥ部族

## 中国の自治地方

### 自治州
- 新疆ウイグル自治区
  - イリ・カザフ自治州

### 自治県
- 甘粛省
  - アクサイ・カザフ族自治県
- 新疆ウイグル自治区
  - バルクル・カザフ自治県
  - モリ・カザフ自治県

### 民族郷
- クムル市伊州区
  - 烏拉台カザフ民族郷
  - 徳外里都如克カザフ族郷
- アラトゥルク県
  - 前山カザフ民族郷
- 昌吉市
  - 阿什里カザフ民族郷
- 阜康市
  - 三工河カザフ民族郷
  - 上戸溝カザフ民族郷
- フトビ県
  - 石梯子カザフ民族郷
- マナス県
  - 清水河子カザフ民族郷

## 遺伝的系譜
カザフ人はモンゴロイドを基本として、コーカソイドの血が若干混ざる混合体である。遺伝子調査から、Y染色体ハプログループが部族ごとに多様であることが判明しているが、平均すればモンゴロイド起源のC2系統が51%、O系統が11%、N系統が5%、D系統が0.5%、あわせて七割ほどを占め、コーカソイド由来のR系統が12%、J系統が8%、G系統が5%、E1b-M35が2%、I系統が1.5%、あわせて三割ほど占めているという結果が得られた。
ミトコンドリアDNAハプログループについては、モンゴロイド系タイプが六割～七割ほど、コーカソイド系タイプが三割～四割ほど占めているという結果が発表されており、　Y染色体の比率とあまり差異が無い。
ゲノム調査によると、カザフ人の起源は主に東アジア起源であり、2つの東アジア関連のグループに分けられる。1つは北東アジアの古代アムール川流域農民に関連するグループであり、もう1つは古代黄河流域農民に関連する（漢民族と共通する）グループである。

## 著名人
- ヌルスルタン・ナザルバエフ - カザフスタンの政治家で初代大統領。
- アシハテ・クリムバ - 新疆ウイグル自治区政協主席。
- オリガ・リパコワ - 陸上選手。2021年に開催された東京オリンピックの開会式ではカザフスタン選手団の旗手を務めた。
- サビーナ・アルシンベコバ - バレーボール選手で、カザフスタン女子代表。
- バウルジャン・ムルザバエフ - 競馬騎手。